# Френсіс Бонахон
Френсіс Бонахон (фр. Francis Bonahon; 9 вересня 1955, Тарб) — французький математик, який спеціалізується на мало-вимірній топології.

## Біографія
В 1972 році Бонахон отримав бакалаврський ступінь, а в 1974 р. Був прийнятий до Вищої новмальної школи в Парижі. У 1975 р. Він отримав магістерський ступінь з математики в Паризькому університеті VII, а в 1979 р. Докторський ступінь у Паризькому університеті XI при Лорансі Зібенманном з дисертацією на тему «Involutions et fibrés de Seifert dans les variétés de dimin 3». Як постдоктор він став 1979/80 заслуженим співробітником року Прінстонського університету. У 1980 році він став аташе де-речера, а в 1983 році — шеф-десертом CNRS. У 1985 р. Він отримав хабілітацію в Паризькому університеті XI при Зібенман з дисертацією на тему «Геометричні структури на 3-х колекторах і додатках». Бонахон став у 1986 р. доцентом, а в 1989 р. — професором університету Південної Каліфорнії в Лос-Анджелесі.
Він був професором на заміну у 1990 році в Каліфорнійському університеті, штат Девіс, у 1996 р. В Центрі Еміля Бореля та в IHES, в 1997 році в Каліфорнії, в 2000 році в ІХЕС, а в 2015 році в МДРІ.
Дослідження Бонахона стосуються тривимірної топології, теорії вузлів, поверхневих димеоморфізмів, гіперболічної геометрії та кленіанських груп.
У 1985 році він отримав бронзову медаль від Національний центр наукових досліджень (CNRS), а з 1989 по 1994 рік — премію за молодого слідчого президента. З 1987 по 1989 рік він був науковим співробітником Слоана. У 1990 році він був запрошеним спікером, який проводив розмову в ансамблях для обмеженого спілкування та додатках в МКМ в Кіото. Він був обраний стипендіатом Американського математичного товариства в 2012 році.
Серед його докторантів — Фредерик Полін.

## Вибрані публікації
- Low dimensional geometry: from euclidean surfaces to hyperbolic knots. Student Mathematical Library, American Mathematical Society 2009. ISBN 978-0-8218-4816-6
- Geodesic laminations on surfaces, in M. Lyubich, John Milnor, Yair Minsky (eds.) Laminations and Foliations in Dynamics, Geometry and Topology, Contemporary Mathematics 269, 2001, 1–38.
- Geometric Structures on 3-manifolds, in R. Daverman, R. Sher (eds.) Handbook of Geometric Topology, North Holland 2002, pp. 93–164.
- as editor with Robert Devaney, Frederick Gardiner, and Dragomir Saric: Conformal Dynamics and Hyperbolic Geometry, Contemporary Mathematics 573, AMS, 2012
- Difféotopies des espaces lenticulaires, Topology 22, 1983, 305—314
- Cobordism of automorphism of surfaces, Annales ENS, 16, 1983, 237—270
- with Laurence Siebenmann: The classification of Seifert fibered 3-orbifolds, in R. Fenn (ed.) Low Dimensional Topology, Cambridge University Press, 1985, pp. 19–85
- Bouts des variétés hyperboliques de dimension 3, Annals of Mathematics, vol. 124, 1986, pp. 71–158 doi:10.2307/1971388
- The geometry of Teichmüller space via geodesic currents, Inventiones Mathematicae, vol. 92, 1988, 139—162
- Earthquakes on Riemann surfaces and on measured geodesic laminations, Amer. Math. Soc. vol. 330, 1992, 69–95 doi:10.1090/S0002-9947-1992-1049611-3
- Shearing hyperbolic surfaces, bending pleated surfaces and Thurston's symplectic form. Ann. Fac. Sci. Toulouse Math. (6) 5 (1996), no. 2, 233—297.
- with Jean-Pierre Otal: Laminations mesurées de plissage des variétés hyperboliques de dimension 3, Annals of Mathematics 113, 2004, 1013—1055. JSTOR 3597331
- Kleinian groups which are almost fuchsian, J. Reine. Angew. Mathematik, vol. 587, 2005, pp. 1–15 arXiv.org preprint
- with X. Liu Representations of the quantum Teichmüller space, and invariants of surface diffeomorphisms, Geometry and Topology, vol. 11, 2007, pp. 889–937. arXiv.org preprint
- with Guillaume Dreyer: Parameterizing Hitchin components. Duke Math. J. 163 (2014), no. 15, 2935—2975. arXiv.org preprint
- with Helen Wong: Representations of the Kauffman bracket skein algebra I: invariants and miraculous cancellations. Invent. Math. 204 (2016), no. 1, 195—243. arXiv.org preprint